# Fahrenkrug
Fahrenkrug er en by og en kommune i det nordlige Tyskland, beliggende i Amt Trave-Land under Kreis Segeberg. Kreis Segeberg ligger i den sydøstlige del af delstaten Slesvig-Holsten.

## Geografi
Fahrenkrug ligger lige vest for Bad Segeberg og øst for Wahlstedt og Segeberger Forst. I sydenden af kommunen går B 206 fra Bad Segeberg mod Bad Bramstedt.